# 愛知県道478号岡崎停車場線
愛知県道478号岡崎停車場線（あいちけんどう478ごう おかざきていしゃじょうせん）は、愛知県岡崎市羽根町を通る約300メートルの一般県道である。かつては名鉄岡崎市内線が敷かれていた。

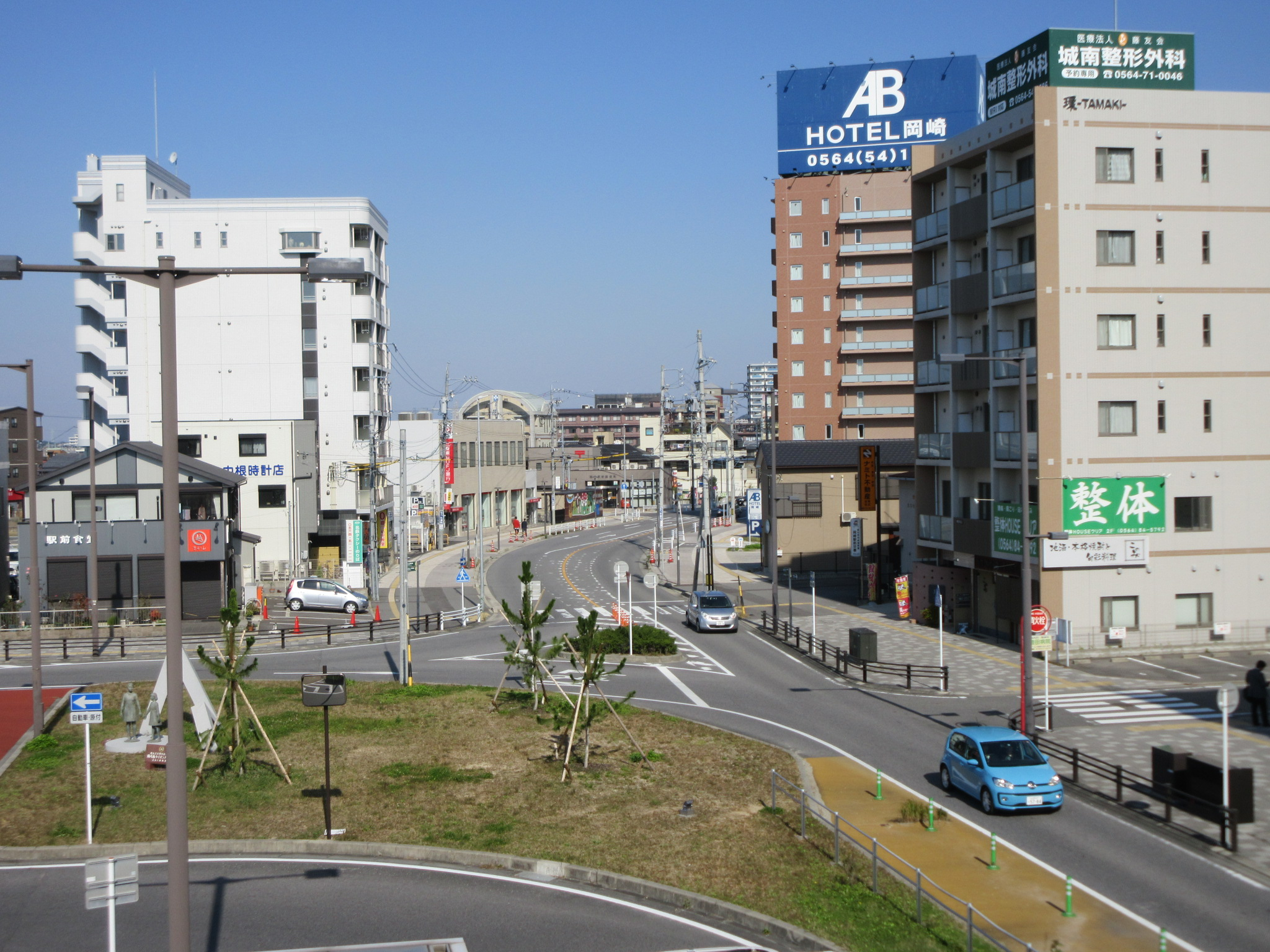
起点のJR東海道本線岡崎駅東口

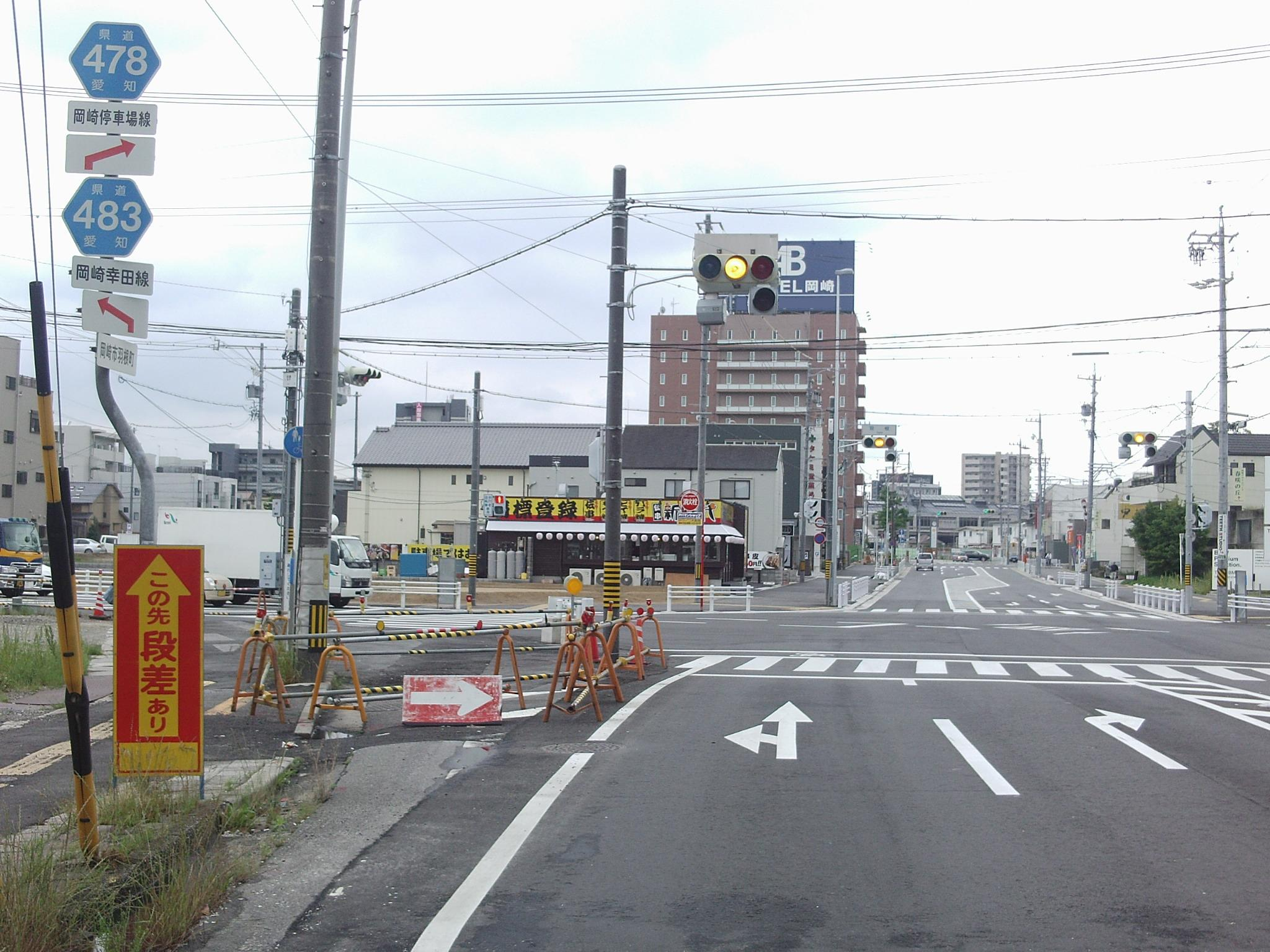
終点の羽根交差点。2009年12月に改良されるまでこの交差点は五差路であり、横断歩道橋がかかっていた。
写真左側の電柱数本は愛知県道483号岡崎幸田線があった名残り。現在、県道483号は羽根交差点で東に折れ、羽根町北ノ郷交差点で南に折れる。

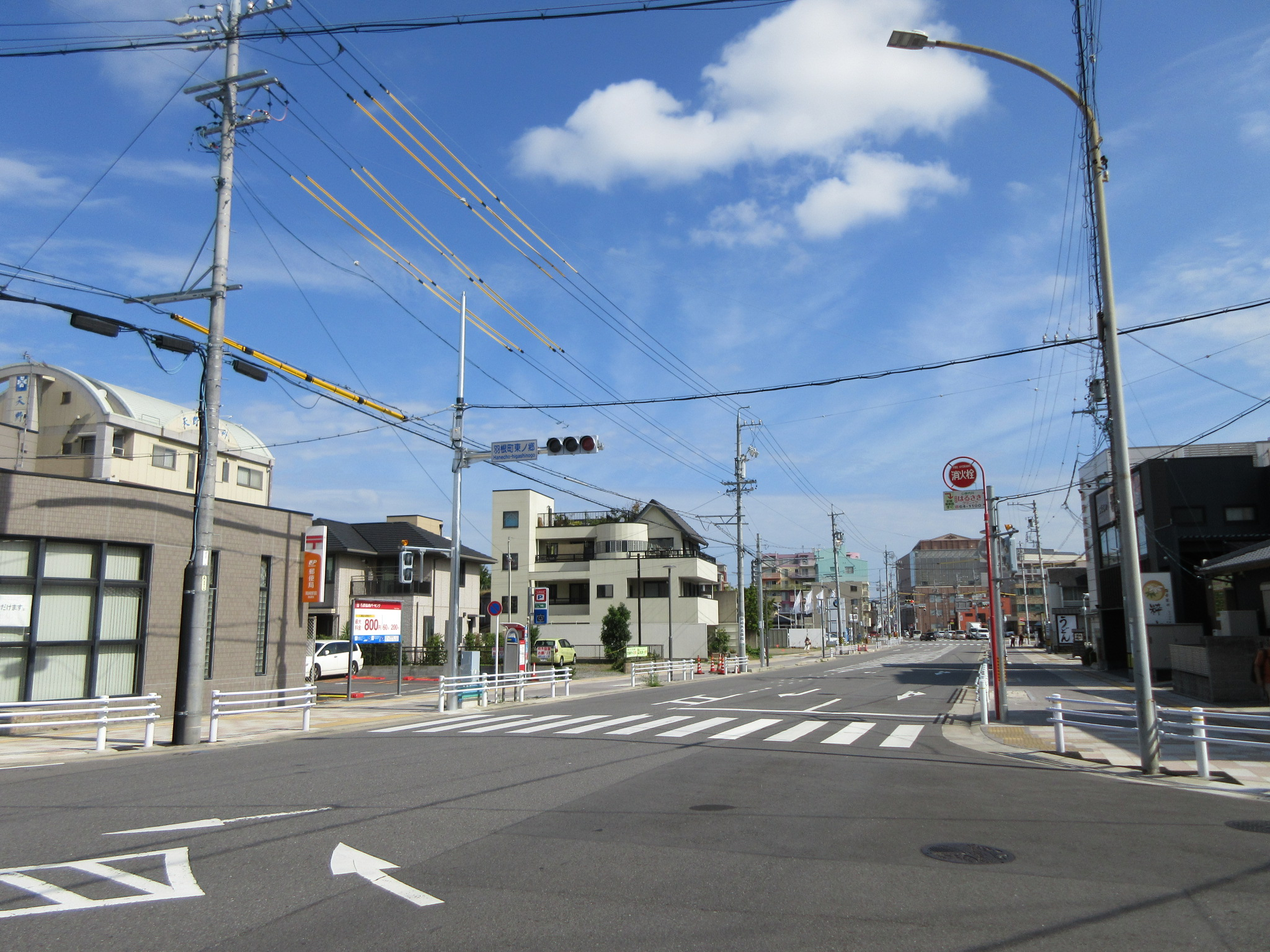
羽根町東ノ郷交差点

## 概要

### 路線データ
- 起点：愛知県岡崎市羽根町東荒子（JR岡崎駅東口）
- 終点：愛知県岡崎市羽根町北ノ郷、同町若宮（羽根交差点）
- 総延長：約0.3km

## 沿革
- 1904年（明治37年）2月 - 岡崎停車場道が、それまでの里道から愛知県の仮定県道に編入。
- 1972年（昭和47年）5月4日 - 認定。
- 2009年（平成21年）12月1日 - 羽根交差点が五差路から四差路に改良された。横断歩道橋も撤去された[1]。

## 通過する自治体
- 愛知県
  - 岡崎市

## 接続する道路
- 愛知県道483号岡崎幸田線（電車通り）（羽根交差点）

## 沿線
- JR東海道本線 / 愛知環状鉄道・愛知環状鉄道線
  - 岡崎駅
- 三菱UFJ銀行 岡崎駅前支店
- 岡崎駅前郵便局
- 岡崎駅前交番

## 別名
- 電車通り（岡崎市）